# Ulf Fink

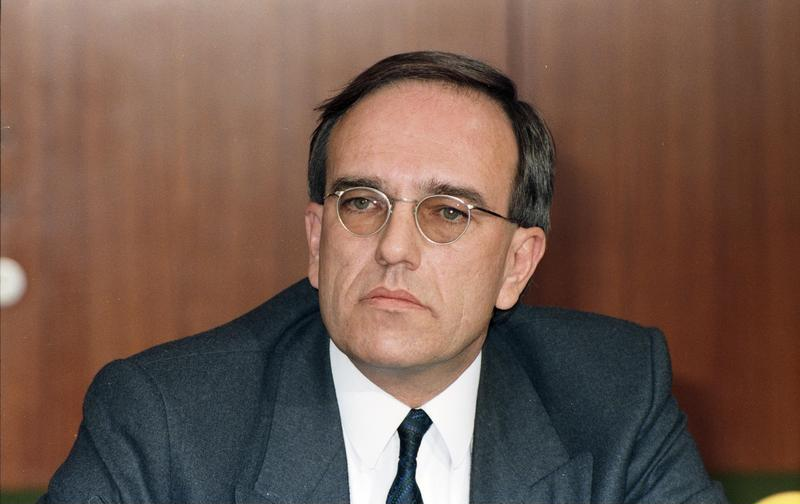
Ulf Fink (1988)

Ulf Fink é um político alemão da União Democrata-Cristã (CDU) e ex-membro do Bundestag alemão.
Em 1994, Fink foi eleito para o Bundestag alemão pela lista estadual de Brandenburg, da qual foi membro por dois períodos legislativos até 2002.